# Loma Prieta
Loma Prieta – najwyższy szczyt pasma górskiego Santa Cruz. Góra znajduje się na terenie prywatnym, około 18 km na zachód od miasta Morgan Hill w hrabstwie Santa Clara.